# Bệnh ấu trùng sán lợn
Bệnh ấu trùng sán lợn hay bệnh lợn gạo là bệnh truyền nhiễm ở mô gây ra bởi ấu trùng (cysticercus) sán dây lợn (Taeniasolium). Người nhiễm bệnh thường có rất ít hoặc không có triệu chứng trong nhiều năm, có những u chắc không đau khoảng 1–2 cm ở dưới da và ở cơ, hoặc có triệu chứng thần kinh nếu não bị ảnh hưởng. Sau nhiều tháng hay nhiều năm các u này chuyển sang đau và sưng phù rồi hết sưng.  Ở các nước đang phát triển, tình trạng u hết phù chính là một trong những nguyên nhân thường gặp nhất gây co giật.
Bệnh ấu trùng sán lợn thường bị nhiễm do cách ăn thực phẩm hoặc uống nước bị ô nhiễm bởi trứng sán dây từ phân người. Trong số các loại thực phẩm, rau chưa nấu chín là nguồn lây nhiễm chính. Trứng sán dây có trong phân của một người bị nhiễm giun trưởng thành, một tình trạng được gọi là bệnh sán dây. Bệnh sán dây, theo nghĩa nghiêm ngặt, là một bệnh khác và bắt nguồn từ việc ăn u nang trong thịt lợn nấu chín kém. Những người sống chung với người bị sán dây lợn có nguy cơ mắc bệnh u nang. Chẩn đoán có thể được thực hiện bằng cách hút u nang. Chụp ảnh não thông qua chụp cắt lớp vi tính (CT) hoặc chụp cộng hưởng từ (MRI) là hữu ích nhất để chẩn đoán bệnh này trong não. Số lượng tăng của một loại tế bào bạch cầu, được gọi là bạch cầu ái toan, trong dịch não tủy và máu cũng là một chỉ số xác định bệnh.
Nhiễm trùng có thể được ngăn ngừa hiệu quả bằng vệ sinh và sát trùng cá nhân: điều này bao gồm nấu chín thịt lợn, vệ sinh và thực hành vệ sinh đúng cách, và cải thiện khả năng tiếp cận với nước sạch. Điều trị những người bị bệnh sán dây rất quan trọng để ngăn ngừa sự lây lan. Điều trị bệnh khi không liên quan đến hệ thần kinh có thể không cần thiết. Điều trị cho những người bị chứng loạn thần kinh có thể bằng thuốc praziquantel hoặc albendazole. Các loại thuốc này có thể được yêu cầu dùng trong thời gian dài. Dùng steroid để chống viêm trong khi điều trị, và thuốc chống động kinh cũng có thể được yêu cầu. Phẫu thuật đôi khi được thực hiện để loại bỏ các u nang.
Biểu hiện lâm sàng tuỳ theo vị trí khu trú của nang ở da ảnh hưởng tới thẩm mỹ, ở não có thể gây động kinh, giảm trí nhớ hoặc rối loạn vận động. Ký chủ trung gian của sán dây hay sán dải lợn (Taenia solium) là lợn và cũng có thể là người. Ấu trùng của sán dây Taenia solium là ấu trùng lợn gạo (Cysticercus cellulosae) có thể thấy trong hệ cơ vân, cơ tim và nhiều bộ phận khác trong cơ thể.
Sán dây lợn đặc biệt phổ biến ở châu Á, châu Phi cận Sahara và châu Mỹ Latinh. Ở một số khu vực người ta tin rằng có tới 25% người dân bị ảnh hưởng. Trong thế giới phát triển nó rất không phổ biến. Trên toàn thế giới vào năm 2015, nó đã gây ra khoảng 400 cái chết. Bệnh ấu trùng sán lợn cũng ảnh hưởng đến lợn và bò nhưng hiếm khi gây ra các triệu chứng vì hầu hết ấu trùng không sống đủ lâu. Bệnh đã xảy ra ở người trong suốt chiều dài lịch sử. Đây là một trong những bệnh nhiệt đới bị bỏ quên.

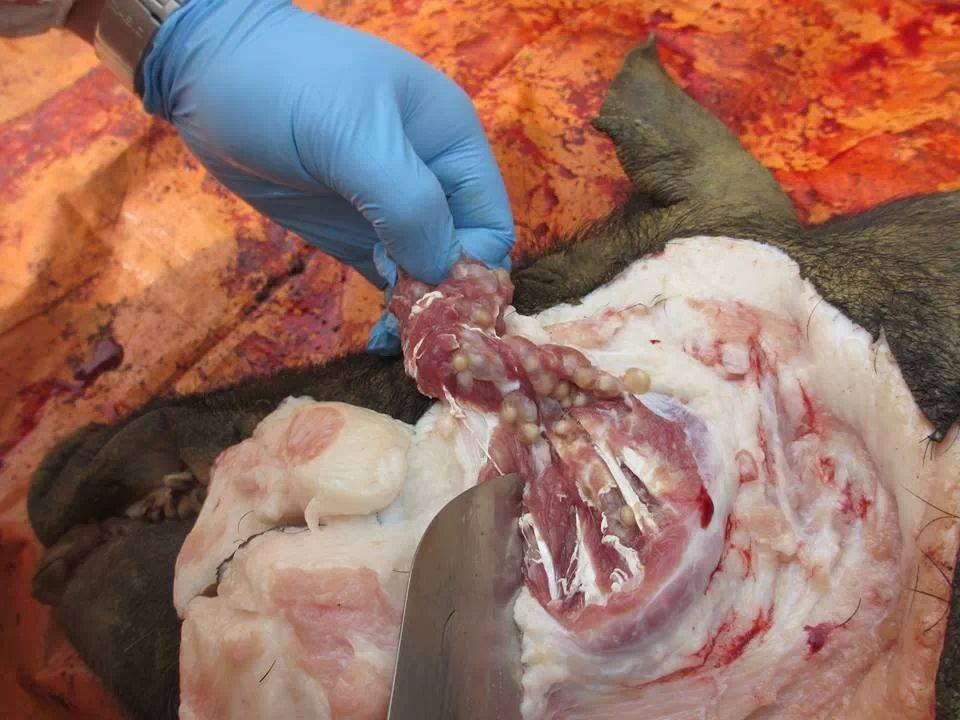
Ấu trùng sán (gạo lợn) của một con lợn

## Dấu hiệu và triệu chứng

### Cơ bắp
Ấu trùng sán lợn có thể phát triển ở bất kỳ cơ xương nào ở người. Sự xâm lấn của ấu trùng vào cơ có thể gây ra viêm cơ, với sốt, tăng bạch cầu ái toan và giả mạc cơ, bắt đầu với sưng cơ và sau đó tiến triển thành teo và xơ hóa. Trong hầu hết các trường hợp, nó không có triệu chứng kể từ khi ấu trùng chết và bị vôi hóa.

### Hệ thần kinh
Thuật ngữ nhiễm ấu trùng sán lợn hệ thần kinh trung ương (neurocysticercosis) thường được chấp nhận để chỉ các u nang trong nhu mô não. Nó có biểu hiện co giật và ít gặp hơn là đau đầu. Ấu trùng trong nhu mô não thường có  đường kính 5mm. Trong khoang dưới nhện và vết nứt, tổn thương có thể lớn tới 6 cm đường kính và chia thùy. Các tổn thương này có thể rất nhiều và đe dọa tới tính mạng.
Các u nang nằm trong não thất có thể ngăn chặn dòng chảy của dịch não tủy và xuất hiện với các triệu chứng tăng áp lực nội sọ.
Racemose neurocysticercosis đề cập đến các u nang trong khoang dưới nhện. Chúng đôi khi có thể phát triển thành các khối lớn có thùy gây ra áp lực lên các cấu trúc xung quanh.
Bệnh lý thần kinh liên quan đến tủy sống, thường gặp nhất là đau lưng và bệnh phóng xạ.

### Mắt
Trong một số trường hợp, ấu trùng có thể được tìm thấy trong nhãn cầu, cơ ngoại bào và dưới kết mạc (subconjunciva). Tùy thuộc vào vị trí, chúng có thể gây ra những khó khăn về thị giác dao động với vị trí mắt, phù võng mạc, xuất huyết, giảm thị lực hoặc thậm chí mất thị giác.

### Da
U nang dưới da ở dạng nốt sần, di động, xuất hiện chủ yếu ở thân và tứ chi. Các nốt dưới da đôi khi gây đau.

## Nguyên nhân

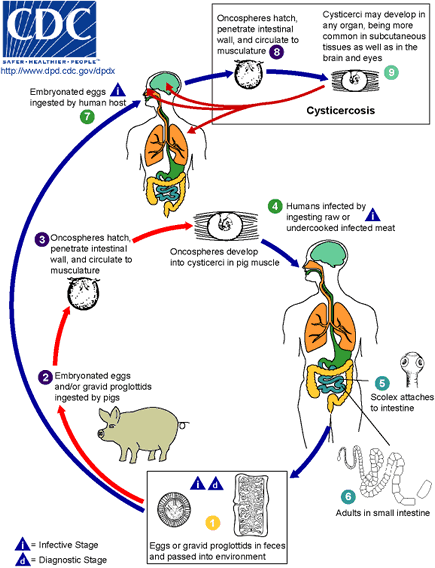
Vòng đời của Taenia solium

Nguyên nhân gây ra bệnh là dạng trứng của Taenia solium (thường được viết tắt là T. solium và còn được gọi là sán dây lợn), được truyền qua đường phân-miệng. Trứng vô tình ăn phải từ nước hoặc rau bị ô nhiễm. Sau đó trứng xâm nhập vào ruột nơi chúng phát triển thành ấu trùng. Ấu trùng xâm nhập vào máu và xâm chiếm các mô chủ, nơi chúng tiếp tục phát triển thành ấu trùng được gọi là cysticercus. Ấu trùng cysticercus hoàn thành sự phát triển trong khoảng 2 tháng. Nó có hình bán nguyệt, màu trắng đục và hình bầu dục thon dài và có thể đạt chiều dài từ 0,6 đến 1,8 cm.

## Chẩn đoán
Phương pháp truyền thống để chứng minh trứng sán dây hoặc proglottid trong các mẫu phân chỉ chẩn đoán bệnh sán dây, vận chuyển giai đoạn trứng của vòng đời. Chỉ một số ít phân bệnh nhân mắc bệnh u nang sẽ có sán dây, khiến các nghiên cứu về phân không hiệu quả để chẩn đoán. Bệnh u nang mắt có thể được chẩn đoán bằng cách quan sát ký sinh trùng trong mắt bằng phương pháp nội soi.
Trong trường hợp bệnh u nang ở người, chẩn đoán là một vấn đề nhạy cảm và đòi hỏi phải sinh thiết mô bị nhiễm bệnh hoặc dụng cụ tinh vi. Trứng Taenia solium và proglottid được tìm thấy trong phân, ELISA hoặc điện di gel polyacrylamide chỉ chẩn đoán bệnh lậu và không mắc bệnh cysticercosis. Các xét nghiệm X quang, chẳng hạn như X-quang, CT scan cho thấy "tổn thương não tăng cường vòng" và MRI, cũng có thể được sử dụng để phát hiện bệnh. X-quang được sử dụng để xác định ấu trùng vôi hóa trong các mô dưới da và cơ, và quét CT và MRI được sử dụng để tìm tổn thương trong não.

### Huyết thanh học
Kháng thể đối với ấu trùng có thể được chứng minh trong huyết thanh bằng xét nghiệm EITB (Enzyme Linked Immunotransfer Blot) và trong CSF bằng ELISA. Một xét nghiệm immunoblot sử dụng lentil-speechin (agglutinin từ Lens culinaris) rất nhạy và đặc hiệu. Tuy nhiên, các cá nhân bị tổn thương nội sọ và vôi hóa có thể có huyết thanh âm tính. Trong xét nghiệm immunoblot của CDC, các kháng thể đặc hiệu của ấu trùng có thể phản ứng với các kháng nguyên glycoprotein cấu trúc từ các nang ấu trùng của Taenia solium.  Tuy nhiên, đây chủ yếu là một công cụ nghiên cứu không có sẵn rộng rãi trong thực hành lâm sàng và gần như không thể đạt được trong các hoàn cảnh thực tế bị giới hạn tài nguyên.

### Bệnh u nang thần kinh do ấu trùng
Chẩn đoán bệnh u nang thần kinh chủ yếu là lâm sàng, dựa trên sự trình bày tương thích các triệu chứng và phát hiện của các nghiên cứu hình ảnh.

#### Hình ảnh
Neuroimaging với CT hoặc MRI là phương pháp chẩn đoán hữu ích nhất. CT scan cho thấy cả u nang vôi hóa và không được xác định, cũng như phân biệt các u nang hoạt động và không hoạt động. Tổn thương nang có thể cho thấy tăng cường vòng và tổn thương tăng cường khu trú. Một số tổn thương nang, đặc biệt là những người thân trong tâm thất và không gian dưới nhện có thể không được hiển thị trên CT scan, kể từ khi dịch u nang được isodense với dịch não tủy (CSF). Do đó, chẩn đoán u nang ngoại bào thường dựa vào các dấu hiệu như tràn dịch não hoặc màng não tăng cường. Trong những trường hợp như vậy, chụp CT với độ tương phản trong não thất hoặc MRI có thể được sử dụng. MRI nhạy hơn trong việc phát hiện u nang não thất.

#### CSF
Phát hiện CSF bao gồm pleocytosis, nồng độ protein tăng và mức glucose bị sụt giảm; nhưng những điều này có thể không phải lúc nào cũng có.

## Phòng ngừa
Bệnh ấu trùng sán lợn được coi là bệnh có thể điều trị ngay dùng công cụ lâm sàng, theo WHO. Lực lượng đặc nhiệm quốc tế về diệt trừ bệnh tật năm 1992 đã báo cáo rằng bệnh u nang có khả năng bị xóa sổ. Điều này là khả thi vì không có động vật nào nhiễm bệnh ngoại trừ con người và lợn. Nguồn lây nhiễm Taenia solium duy nhất cho lợn là từ người, một vật chủ xác định. Về mặt lý thuyết, phá vỡ vòng đời có vẻ dễ dàng bằng cách thực hiện các chiến lược can thiệp từ các giai đoạn khác nhau trong vòng đời.
Ví dụ,
1. Hóa trị quy mô lớn đối với những người nhiễm bệnh, cải thiện vệ sinh và giáo dục mọi người là những cách chính để ngừng chu kỳ, trong đó trứng từ phân người được truyền sang người và/hoặc lợn khác.
2. Nấu kỹ thịt lợn hoặc đông lạnh nó và kiểm tra thịt là phương tiện hữu hiệu để chấm dứt vòng đời
3. Việc quản lý lợn bằng cách xử lý hoặc tiêm phòng cho chúng là một khả năng khác để can thiệp
4. Việc tách lợn ra khỏi phân người bằng cách nhốt chúng trong chuồng lợn kín. Ở các nước Tây Âu sau Thế chiến 2, ngành chăn nuôi lợn phát triển nhanh chóng và hầu hết lợn được nuôi trong nhà nuôi riêng.[25] Đây là lý do chính để ấu trùng phần lớn bị loại khỏi khu vực. Tất nhiên đây không phải là câu trả lời nhanh chóng cho vấn đề này ở các nước đang phát triển.

### Lợn
Các chiến lược can thiệp để loại trừ bệnh ấu trùng sán lợn bao gồm giám sát lợn trong các ổ truyền bệnh và điều trị hóa trị quy mô lớn ở người. Trong thực tế, việc kiểm soát T. solium bằng một can thiệp duy nhất, chẳng hạn, bằng cách chỉ điều trị cho quần thể người sẽ không hoạt động vì lợn nhiễm bệnh hiện tại vẫn có thể tiếp tục nhiễm theo chu kỳ. Chiến lược đề xuất để diệt trừ là thực hiện can thiệp đa phương bằng cách đối xử với cả quần thể người và lợn. Điều này là khả thi vì lợn điều trị bằng oxfendazole đã được chứng minh là có hiệu quả và một khi được điều trị, chúng được bảo vệ khỏi nhiễm trùng thêm trong ít nhất 3 tháng.

### Hạn chế
Ngay cả với việc điều trị đồng thời cho người và lợn, việc loại bỏ bệnh hoàn toàn vẫn khó đạt được. Trong một nghiên cứu được thực hiện tại 12 ngôi làng ở Peru, cả người và nhím đều được điều trị bằng thuốc thảo dược và oxfendazole, với tỷ lệ bao phủ hơn 75% ở người và 90% ở lợn  Kết quả cho thấy có giảm tỷ lệ mắc và tỷ lệ mắc ở khu vực can thiệp; tuy nhiên hiệu quả không loại bỏ hoàn toàn T. solium. Lý do có thể bao gồm bảo hiểm không đầy đủ và tái nhiễm. Mặc dù T. solium có thể được loại bỏ thông qua xử lý hàng loạt người và lợn quy mô lớn, nhưng nó không bền vững. Hơn nữa, cả người và lợn mang ấu trùng sán dây có xu hướng lây lan bệnh từ vùng lưu hành sang vùng không lưu hành dẫn đến sự bùng phát định kỳ của bệnh u nang hoặc bùng phát ở những khu vực mới.

### Vắc xin
Do loài lợn là một phần của vòng đời, tiêm vắc-xin cho lợn là một biện pháp can thiệp khả thi khác để loại trừ bệnh u nang. Các nghiên cứu đã tập trung vào vắc-xin chống lại ký sinh trùng cestode, vì nhiều loại tế bào miễn dịch được tìm thấy có khả năng tiêu diệt ấu trùng sán. Nhiều ứng cử viên vắc-xin được chiết xuất từ các kháng nguyên của các loại cestode khác nhau như Taenia solium, T. crassiceps, T. saginata, T. ovis và oncospheres và/hoặc cysticerci. Năm 1983, Molinari et al. báo cáo ứng cử viên vắc-xin đầu tiên chống lại bệnh sùi mào gà sử dụng kháng nguyên từ cysticercus cellulosae rút ra từ nhiễm bệnh tự nhiên. Gần đây, vắc-xin được chiết xuất từ kháng nguyên 45W-4B biến đổi gen đã được thử nghiệm thành công cho lợn trong điều kiện thí nghiệm. Loại vắc-xin này có thể bảo vệ chống lại bệnh ấu trùng sán ở cả loại T. solium của Trung Quốc và Mexico. Tuy nhiên, nó chưa được thử nghiệm trong điều kiện trường đặc hữu, điều này rất quan trọng vì điều kiện thực tế trong trường khác rất nhiều so với điều kiện thí nghiệm và điều này có thể dẫn đến sự khác biệt lớn về cơ hội nhiễm trùng và phản ứng miễn dịch.
Mặc dù vắc-xin đã được tạo ra thành công, tính khả thi của việc sản xuất và sử dụng nó ở những con lợn tự do ở nông thôn vẫn là một thách thức. Nếu phải tiêm vắc-xin, gánh nặng công việc và chi phí quản lý vắc-xin cho lợn sẽ vẫn cao và không thực tế. Các ưu đãi của việc sử dụng vắc-xin của chủ sở hữu lợn sẽ giảm nếu việc quản lý vắc-xin cho lợn mất thời gian bằng cách tiêm từng con lợn vào vật nuôi của họ. Một loại vắc-xin uống giả thuyết được đề xuất là có hiệu quả hơn trong trường hợp này vì nó có thể dễ dàng được chuyển đến lợn thông qua thức ăn.

#### Vắc xin S3PVAC
Vắc-xin cấu thành bởi 3 peptide tổng hợp được sản xuất (S3Pvac) đã chứng minh hiệu quả của nó trong điều kiện lây truyền tự nhiên. Vắc-xin S3PVAC cho đến nay, có thể được coi là ứng cử viên vắc-xin tốt nhất được sử dụng ở các khu vực lưu hành như Mexico (20). S3Pvac bao gồm ba peptide bảo vệ: KETc12, KETc1 và GK1, có trình tự thuộc về kháng nguyên bản địa có trong các giai đoạn phát triển khác nhau của T. solium và các ký sinh trùng cestode khác.
Lợn không nhiễm bệnh từ các làng nông thôn ở Mexico đã được tiêm vắc-xin S3Pvac và vắc-xin đã giảm 98% số lượng ấu trùng sán và 50% số lượng lưu hành. Phương pháp chẩn đoán liên quan đến kiểm tra thịt và kiểm tra lưỡi của lợn. Các điều kiện thử thách tự nhiên được sử dụng trong nghiên cứu đã chứng minh tính hiệu quả của vắc-xin S3Pvac trong kiểm soát lây truyền T. solium ở Mexico. Vắc-xin S3Pvac thuộc sở hữu của Đại học tự trị quốc gia Mexico và phương pháp sản xuất vắc-xin quy mô cao đã được phát triển. Việc xác nhận vắc-xin theo thỏa thuận với Bộ trưởng Bộ Thú y ở Mexico hiện đang trong quá trình hoàn tất. Người ta cũng hy vọng rằng vắc-xin sẽ được các chủ sở hữu lợn chấp nhận vì họ cũng mất thu nhập nếu lợn bị nhiễm bệnh sán. Tiêm vắc-xin cho lợn chống bệnh sán, nếu thành công, có khả năng có tác động lớn đến kiểm soát lây truyền vì không có cơ hội tái nhiễm bệnh khi lợn được tiêm vắc-xin.

### Khác
Bệnh cũng có thể được ngăn chặn bằng cách kiểm tra thịt lợn thường xuyên và việc chính quyền địa phương thường xuyên lên án các loại thịt lợn ko rõ nguồn gốc và bằng cách tránh các sản phẩm thịt nấu chín một phần. Tuy nhiên, ở những nơi thực phẩm khan hiếm, thịt bị nhiễm u nang có thể bị coi là lãng phí vì thịt lợn có thể cung cấp protein chất lượng cao. Đôi khi, lợn nhiễm bệnh được tiêu thụ trong địa phương hoặc bán với giá thấp cho những kẻ buôn lậu thịt lợn để bán tại khu vực đô thị.

## Cơ chế
Khi xâm nhập, ấu trùng chui qua thành ruột vào hệ thống tuần hoàn và đi khắp cơ thể lợn. Sau 24-72 giờ kể từ khi ăn phải ấu trùng sẽ cư trú ở các mô liên kết hoặc các cơ, sau 2 tháng ấu trùng tạo thành một nang có vỏ bọc ngoài (kích thước 17-20x7-10 mm), còn được gọi là gạo lợn (cysticereus cellulosae), trong nang có dịch màu trắng, mẩu đầu sán với 4 giác và 2 vòng móc.
Khi người ăn phải trứng sán dây lợn từ ngoại cảnh theo thực phẩm, rau quả hoặc nguy hiểm hơn là những người đang mắc sán trưởng thành ký sinh ở ruột non như say tàu, say xe, phụ nữ có thai hoặc sốt cao, nôn oẹ... Những đốt sán già rụng ở ruột non theo nhu động ngược chiều lên dạ dày, dưới tác dụng của dịch tiêu hoá trứng từ các đốt già được giải phóng ra xuống tá tràng, hàng nghìn ấu trùng thoát ra khỏi trứng và chui qua thành ruột vào hệ tuần hoàn đi khắp cơ thể, vào các cơ, các mô, phát triển thành nang ấu trùng sán.

## Triệu chứng
Da có các nang nhỏ, bằng hạt đỗ hoặc hạt dẻ, tròn, chắc, không đau, di động trên nền sâu và lăn dưới da, màu da ở trên bình thường. U nang sán thường nổi ở mặt trong cánh tay nhưng có thể nổi ở bất kỳ vị trí nào và có tính cách đối xứng. Rất hiếm khi các u nằm bên cạnh dây thần kinh và gây đau dây thần kinh hoặc chèn ép lâm ba gây phù voi. U nang sán sau nhiều năm sẽ bị vôi hoá, lúc này có thể phát hiện được bằng X quang.
Não có biểu hiện như một u nang trong não hoặc có thể gây nên nhiều triệu chứng lâm sàng đa dạng không đặc hiệu tăng áp lực sọ não, cơn động kinh, suy nhược trí năng, rối loạn tâm thần. Bệnh nhân có thể bị liệt, thậm chí đột tử. Mắt thì nang ấu trùng có thể nằm trong hốc mắt, mi mắt, trong kết mạc, thủy tinh thể, tiền phòng gây giảm thị lực hoặc bị mù tuỳ theo vị trí của ấu trùng trong mắt. Cơ tim có thể làm tim đập nhanh, tiếng tim bị biến đổi, bệnh nhân bị ngất xỉu.
Ở lợn, tùy theo mức độ, số lượng ấu trùng nhiều hay ít, lợn có biểu hiện những triệu chứng như sốt nhẹ, kém ăn, gầy yếu, sút cân, đi lại khó khăn, dưới da và trong cơ có rất nhiều những nốt cục nhìn rất rõ, xung quanh những mạch máu, cơ nổi rõ như hạt gạo,mạch máu tắc nghẽn bởi nốt gạo. Lợn có thể bị tê liệt hay què, kiệt sức và chết tùy theo mức độ nhiễm bệnh.

## Hậu quả
Ấu trùng sán nếu đi vào não, ký sinh trong não sẽ tạo thành những bọc ấu trùng gây ảnh hưởng tới hệ thần kinh mà hiện nay mọi người thường gọi là sán não. Các biểu hiện của sán não như đau đầu, buồn nôn, nặng có thể có những biểu hiện co giật giống như bệnh động kinh.
- Ấu trùng sán đi vào mắt, ký sinh trong đáy mắt có thể gây mù lòa.
- Ấu trùng sán ký sinh trong cơ với mật độ cao sẽ gây viêm cơ khiến trương lực cơ giảm, làm giảm khả năng lao động.
- Ấu trùng sán cũng có thể ký sinh ở da gây nên những hạt gạo dưới da, ảnh hưởng tới thẩm mỹ.

## Nguyên nhân
Thói quen ăn đồ sống là mầm mống để bệnh sán phát triển rất nhanh, một số món ăn có thể gây nhiễm ấu trùng sán gạo heo. Vật chủ chính của sán là người, còn vật chủ phụ là lợn. Ngoài lợn còn có chó mèo đều có thể là vật chủ phụ của sán dây lợn. Lợn ăn phải đốt sán hoặc trứng sán, trứng sán qua dạ dày đến ruột lợn. Loại sán này có ở khắp nơi trên thế giới, nhất là ở những vùng có phong tục ăn thịt lợn sống, chưa nấu chín hoặc quản lý phân chưa tốt.
Lợn bị nhiễm ấu trùng do ăn phải trứng của sán dây, trong trứng chứa sẵn ấu trùng có độc lực. Khi lợn ăn phải, ấu trùng này sẽ đi vào đường tiêu hóa của lợn và di chuyển khắp cơ thể và quay về ký sinh ở các cơ vận động mạnh. Những ấu trùng này có thể ký sinh rất lâu trong lợn, nhiều có thể lên tới 4-5 năm. Người ăn phải thịt lợn chứa ấu trùng sán dây chưa được nấu chín sẽ vô tình giải phóng ấu trùng ở đường tiêu hóa của mình. Đầu sán lúc này sẽ bám vào niêm mạc ruột non và phát triển thành sán dây trưởng thành. Theo thời gian, sán dây sẽ phát triển dần và nó có thể dài tới 7m.
Ở Việt Nam, do heo được thả rông ngoài vườn và ăn phải sán xơ mít (Taeniasis), sau đó loại sán này sẽ sống ký sinh trùng (Cysticercosis) ngay trên cơ thể của lợn thì được coi là đã mắc bệnh gạo. Ấu trùng sán heo có thể tồn tại và phát bệnh sau 7, 8 năm, thậm chí 20 năm. Người ăn thịt heo bị bệnh gạo mà chưa nấu chín kỹ thì rất có thể mắc bệnh sán dây heo trưởng thành, từ đó sẽ mắc bệnh ấu trùng sán heo.

## Thịt lợn gạo
Thịt lợn gạo có các ấu trùng này có hình bầu dục, lớn nhất có thể dài tới 9mm, màu trắng đục, bên trong chứa dịch thể và đầu sán. Những ấu trùng này ký sinh ở các cơ hay động nhiều của lợn như cơ gốc lưỡi, cơ đùi sau. Có thể nhận biết thịt lợn nhiễm sán bằng cách nhìn ở những cơ vận động nhiều như cơ gốc lưỡi, cơ đùi nếu có sán sẽ có những hạt như hạt gạo nếp (ấu trùng sán tập trung thành từng bọc), thậm chí nếu mật độ nhiều khi cắt thịt có thể làm rụng những trứng ấu trùng này ra ngoài.
Thịt lợn gạo có kén giun xoắn nằm trong thớ thịt, hình quả trám, chiều dài của kén nằm song song thớ thịt. Có khi thấy kén đã vôi hoá: Những đốm trắng như đầu ghim nằm trong thịt. Với lợn nhiễm sán, ấu trùng thường nằm trong lưỡi, cơ nhai, cơ cổ, cơ lưng, cơ sườn, cơ tim. Ấu trùng có màu trắng, hình bầu dục, kén màu đục to bằng hạt đậu tương. Trong kén có dịch thể, trên thành nang kén có một hạt cứng, rắn, màu trắng, to bằng hạt vừng.
Khi phát hiện ra thịt lợn gạo thì nên vứt bỏ, không nên ăn để phòng nhiễm bệnh. Các ấu trùng sán này nếu thịt lợn chưa chín có thể đi vào cơ thể và phát triển. Nếu thịt nấu chín thì đã bị mất tác hại, chỉ là những độc tố của ấu trùng này gây ra, nặng nhất thì có thể gây rối loạn tiêu hóa nhưng thịt này cũng đã bị mất dinh dưỡng, mất ngon, không nên giữ.

## Phòng trị
- Trị bệnh về đường ruột bằng thuốc đặc trị kết hợp với thuốc sổ. Bệnh nhân sẽ được uống thuốc đặc trị liều thấp, kết hợp với thuốc sổ tống sán ra ngoài và có thể quan sát, kiểm tra được đầu, thân, cổ của con sán
- Trị não dùng praziquantel, methifolat, DEC. Phối hợp với corticoid và thuốc chống phù nề não.
- Về da thì có thể phẫu thuật khi thật cần thiết vì yếu tố thẩm mỹ hoặc các u nang chèn ép các dây thần kinh. Tiêm hút dịch ở u nang, bơm 0,5 ml nước cất vào u nang để tiêu diệt đầu sán lợn.
- Quản lý phân tốt, không ăn thịt lợn sống hoặc chưa nấu chín. Nếu có bệnh sán lợn đường tiêu hoá thì cần tích cực điều trị để dự phòng bệnh u nang sán lợn dưới da.
- Người bệnh không được phóng uế bừa bãi phân phải được xử lý đúng cách trước khi sử dụng.
- Không được thả rông lợn.
- Thịt lợn gạo không được tiêu thụ và ăn. Khi phát hiện thịt lợn gạo phải xử lý đúng quy định.
- Không ăn thịt lợn tái, sống hoặc ăn tiết canh lợn.